# 5464 Веллер
5464 Веллер (5464 Weller) — астероїд головного поясу, відкритий 7 листопада 1985 року.
Тіссеранів параметр щодо Юпітера — 3,316.
Названо на честь Гарольда Веллера (англ. Harold Weller, нар. 1941), диригента симфонічного оркестру міста Флаґстафф (Аризона) англ. Flagstaff Symphony Orchestra з 1981 року.